# Хубошовце
Хубошовце (слч. Hubošovce) насељено је мјесто са административним статусом сеоске општине (слч. obec) у округу Сабинов, у Прешовском крају, Словачка Република.

## Становништво
| Година:    | 1994. | 2004.   | 2014.    | 2024.   |
| ---------- | ----- | ------- | -------- | ------- |
| Број људи: | 409   | 421     | 512      | 535     |
| Разлика:   |       | +2,93 % | +21,61 % | +4,49 % |

| Година:    | 2023. | 2024.   |
| ---------- | ----- | ------- |
| Број људи: | 523   | 535     |
| Разлика:   |       | +2,29 % |

Према подацима о броју становника из 2011. године насеље је имало 477 становника.